# Cynolebias gilbertoi
Cynolebias gilbertoi är en fiskart som beskrevs av Costa, 1998. Cynolebias gilbertoi ingår i släktet Cynolebias och familjen Rivulidae. Inga underarter finns listade i Catalogue of Life.